# Melita FC
Melita FC (ang. Melita Football Club) – maltański klub piłkarski, grający w Maltese First Division, mający siedzibę w mieście St. Julian’s.

## Historia
Chronologia nazw:
- 1933—...: Melita FC

Klub został założony w 1933 roku jako Melita FC. W sezonie 1938/39 debiutował w pierwszej lidze. W ligowych rozgrywkach, w których uczestniczyło 4 kluby zdobył wicemistrzostwo. W następnym sezonie 1939/40 liga została rozszerzona do 6 drużyn, a klub zajął końcowe trzecie miejsce. Po przerwie związanej z drugą wojną światową zespół zajmował coraz gorsze miejsca (4 w 1945, 5 w 1946, 6 w 1947), a w sezonie 1947/48 zajął ostatnie 8 miejsce i pożegnał się elitarną ligą. W 1953 powrócił do pierwszej ligi, ale nie utrzymał się w niej (ostatnie 8 miejsce). Po 10 latach w sezonie 1963/64 ponownie startował w pierwszej lidze, ale zajął przedostatnie 7 miejsce i spadł do drugiej ligi. Po 48 latach występów w drugiej i trzeciej ligach mistrzostw Malty, w sezonie 2011/12 zajął pierwsze miejsce w drugiej lidze i powrócił do pierwszej ligi.

## Sukcesy

### Trofea międzynarodowe
Nie uczestniczył w rozgrywkach europejskich (stan na 31-05-2012).

### Trofea krajowe
| \| \| Zdobyte trofea w rozgrywkach Malty (stan na: 31-05-2012) \| |                                                          |      |                  |
| Rozgrywki                                                         | Osiągnięcie                                              | Razy | Sezon(y)         |
| Mistrzostwo                                                       | I miejsce                                                | 0    |                  |
| Mistrzostwo                                                       | II miejsce                                               | 1    | 1939             |
| Mistrzostwo                                                       | III miejsce                                              | 1    | 1940             |
| Puchar                                                            | zdobywca                                                 | 1    | 1939             |
| Puchar                                                            | finalista                                                | 1    | 1940             |
| Superpuchar                                                       | zdobywca                                                 | 0    |                  |
| Superpuchar                                                       | finalista                                                | 0    |                  |
| II liga                                                           | I miejsce                                                | 3    | 1953, 1963, 2012 |
| II liga                                                           | II miejsce                                               | ?    |                  |
| II liga                                                           | III miejsce                                              | ?    |                  |
| Malta                                                             | Zdobyte trofea w rozgrywkach Malty (stan na: 31-05-2012) |      |                  |

## Stadion
Klub rozgrywa swoje mecze domowe na stadionie Gianni Bencini Ground w Pembroke, który może pomieścić 400 widzów.